# چهجوالی
چهجوالی (به انگلیسی: Chhajwali) یک منطقهٔ مسکونی در هند است که در هیماچال پرادش واقع شده‌است.